# Platypalpus unguiger
Platypalpus unguiger is een vliegensoort uit de familie van de Hybotidae. De wetenschappelijke naam van de soort is voor het eerst geldig gepubliceerd in 1985 door Kovalev & Chvala.